# De Andere Film
De Andere Film (DAF) was een niet-commerciële filmvertoner en filmbegeleider die in Vlaanderen actief was van begin jaren 1970 tot rond 2000. De organisatie vertoonde films die niet in het commerciële bioscoopcircuit gedraaid werden en – vooral in de beginperiode – omwille van hun maatschappelijk belang geselecteerd werden.

## Geschiedenis

### Voorgeschiedenis
In 1969 ontstond de Kindervreugd-filmclub voor laatstejaarsstudenten studenten van het Stedelijk Onderwijs in Antwerpen. In 1971 werden er in het Vormingscentrum Elcker-Ik voornamelijk geëngageerde films vertoond, vaak met nabespreking over thema's zoals kernenergie, antiautoritaire opvoeding, dictaturen in Zuid-Amerika, psychiatrie, abortus. Er werden ook informatieve fiches per film gemaakt.

### De Andere Film in Antwerpen
In 1971 verschenen de statuten van De Andere Film vzw. in het Belgisch Staatsblad. Na de voorstellingen bij Elcker-Ik, vertoonde de Andere Film films vanaf 1974 in zaal King-Kong. De films werden betrokken niet-commerciële 16mm filmdistributeurs, maar ook bij buitenlandse distributeurs, voornamelijk uit Nederland. Er werden ook filmcursussen gegeven. In 1982 werd de zaal King-Kong verwoest door een brand (brandstichting). Van dan af programmeerde De Andere Film zijn voorstellingen in diverse zalen, zoals deSingel, het Filmhuis, het M HKA. Vanaf Antwerpen '93 (Europese Culturele Hoofdstad), vond de Andere Film onderdak in het Koninklijk Paleis op de Meir, onder de naam Eldorado – Centrum Voor Beeldcultuur. Hoofdactiviteit na 1993 was een filmmuseum-programmatie, die aangevuld werd met jeugdfilms, filmmatinees voor senioren en openluchtvoorstellingen. In 2002 verhuisde het Centrum voor Beeldcultuur naar het Fotografiemuseum en werd het centrum voor Beeldcultuur overgedragen aan het M HKA. De Andere Film vzw. werd ontbonden in 2002; activa, personeel en documentatiecentrum werden onderdeel van M HKA.

### Nationale werking
De Andere Film organiseerde vanaf 1975 rondreizende filmvoorstellingen, vaak met gesprekspanels voor nabespreking, doorheen heel Vlaanderen. Thema's en films waren: kernenergie, abortus, Latijns-Amerika, onderwijs... Dit circuit werd betoelaagd door het toenmalige Ministerie van Nationale Opvoeding en Nederlandse cultuur, Bestuur voor Volksontwikkeling. De voorstellingen werden georganiseerd in samenwerking met culturele centra, lokale actiegroepen, socio-culturele verenigingen e.d.

### Afdelingen en partners
Vanaf 1976 ontstonden er afdelingen van De Andere Film in verschillende Vlaamse steden. De Andere Film Gent was actief vanaf 1976. De eerste vertoning, in samenwerking met de Moraalwetenschappen, was de film Jeder für sich und Gott gegen alle over Kaspar Hauser onder regie van Werner Herzog in auditorium C van de Blandijn, een gebouwencomplex van de Universiteit Gent. Filmhuis Mechelen ontstond in 1976, en is anno 2021 nog actief. De Andere Film Leuven vertoonde films van 1977 tot 1992. De eerste voorstelling vond plaats op 22 maart 1977, in auditorium M van de faculteit psychologie, met de film "Asylum" van P. Robinson, over alternatieve psychiatrie. In 1992 ging de werking van DAF-Leuven op in de filmwerking van 't Stuc. De Vrouw in de Film (VIF) werd opgericht in 1978.

### Professionalisering
Vanaf 1977-1978 kon De Andere Film een nationaal secretariaat uitbouwen met personeel in zogenoemde nepstatuten: gewetensbezwaarden, BTK-ers, DAC-ers. Er werd een nationaal secretariaat geopend in Antwerpen. Vanaf 1981 kon er ook vast personeel aangeworven worden. Dankzij deze professionalisering en het ondertussen uitgebouwde netwerk konden er grotere projecten, zoals respectieve en thematische filmreeksen georganiseerd worden, en over heel Vlaanderen verspreid. Voor de thematische en retrospectieve filmreeksen werd de samenwerking van de DAF-afdelingen uitgebreid met diverse partners, zoals de Beursschouwburg en de VUB in Brussel, Dommelhof in Neerpelt, De Spiegel in Beveren, Limelight in Kortrijk, en diverse Culturele Centra.
Er groeide een intensieve samenwerking met de Nederlandse Filmhuizen, onder meer met de organisatie Cinemathema. De schaalvergroting liet ook toe tijdelijk films uit het buitenland te importeren, voornamelijk uit Nederland, Duitsland, Frankrijk en Groot-Brittannië.

## Tijdschriften
Vanaf 1973 verscheen De Andere Film Informatie (DAFI), een gestencild blad met dossiers over films of over thema's. Bijvoorbeeld over kernenergie, over de film Asylum en het thema antipsychiatrie. Vanaf 1978 verving Andere Sinema, een gedrukt filmtijdschrift, dit informatieblad. Andere Sinema verscheen onder verschillende vormen tot het in 2007 fusioneerde met Afterall. In totaal verschenen er 154 nummers als blad van De Andere Film vzw.
Opmerking:
De benaming "De Andere Film" wordt momenteel (2021) gebruikt door een groep filmclubs uit West- Vlaanderen . Er is geen verband met de Andere Film vzw., noch historisch, noch organisatorisch.